# La missione del mandrillo
La missione del mandrillo è un film del 1975 diretto da Guido Zurli.